# Дронговский, Бартломей
Бартломей Дронговский (пол. Bartłomiej Drągowski; 19 августа 1997, Белосток) — польский футболист, вратарь клуба «Специя» (играет на правах аренды за «Панатинаикос») и национальной сборной Польши.

## Клубная карьера
Свою футбольную карьеру Дронговский начал в юниорской секции белостокского клуба «Ягеллония». В начале 2012 года Бартломея перевели в состав молодёжной команды, за которую он выступал в молодёжной «Экстракласса». В 2013 году Дронговский оказался в команде дублёров «Ягеллонии» и за сезон в Третьей Лиге Польши провёл 14 матчей.
В «Экстракласса» Бартломей дебютировал 27 мая 2014 года в 36-м туре сезона 2013/14 в матче против «Короны», завершившемся со счётом 4:4. В 6-м туре следующего сезона 2014/15 в матче против вроцлавского «Шлёнска» на 62-й минуте с поля был удалён на тот момент основной голкипер «Ягеллонии» Якуб Словик, после чего Дронговский прочно занял место в воротах основной команды и провёл все оставшиеся 29 игр чемпионата. Бартломей помог команде финишировать на итоговом 3-м месте, впервые за три года попасть в квалификационный раунд Лиги Европы и заслужил награды «Открытие сезона» и «Лучший вратарь» от организаторов чемпионата.
2 июля 2015 года Дронговский провёл свой первый матч в еврокубках, сыграв в первом квалификационном раунде Лиги Европы против литовского клуба «Круоя».
4 июля 2016 года Бартломей подписал контракт с итальянской «Фиорентиной» сроком на 5 лет.
В январе 2019 года Дронговский отправился в аренду в «Эмполи».
10 августа 2022 года перешёл в клуб Серии А «Специю», подписав трёхлетний контракт. В январе 2024 года «Специя», уже будучи клубом Серии B, отдала Дронговского в аренду греческому «Панатинаикосу».

## Карьера в сборной
Дронговский неоднократно выступал за юниорские сборные Польши до 17 и до 19 лет. 11 июня 2015 года он дебютировал в молодёжной сборной страны в товарищеском матче против команды Словакии.
7 октября 2020 года дебютировал за национальную сборную Польши в товарищеском матче против сборной Финляндии (5:1).
В ноябре 2022 года был включён в заявку сборной для участия в чемпионате мира в Катаре, однако из-за травмы, полученной им в последнем перед началом первенства матче чемпионата Италии, был вынужден пропустить мундиаль.